# Avtoframos
Die OAO Awtoframos (russisch ОАО Автофрамос OAO Avtoframos) war ein im Jahre 1998 gegründetes Joint-Venture der Renault Group mit der Stadt Moskau zum Vertrieb und Produktion von Automobilen. 2012 kaufte Renault die Firma schließlich ganz auf und benannte sie um in NAO Renault Rossija (russisch НАО «Рено Россия» NAO Reno Rossija).
Etwa 2.300 Arbeitnehmer wurden hier unter Leitung des CEO Christian Esteve im Moskauer Werk beschäftigt. Nach Aufnahme der Arbeit wurden hier jährlich zunächst 80.000 Fahrzeuge für den lokalen Markt hergestellt. Im Mai 2010 verdoppelte man die Kapazität nach einem Werksausbau auf 160.000 Einheiten. Renault war bis 2012 mit zu 94,1 Prozent an dem Gemeinschaftswerk beteiligt, die Bank of Moscow übernahm die restlichen 5,9 Prozent. In der Fahrzeug-Identifikationsnummer nutzte das Werk den Herstellercode X7L.
Das Unternehmen selbst begann zunächst als Importeur und Autohändler. Im Jahre 2003 beschloss Renault schließlich, in Russland ein Werk zu errichten. Eine Investition in Höhe von 230 Millionen Euro sollte für den Werksbau ausgegeben werden. Um die Kosten niedrig zu halten, entschied man sich im Spätjahr 2004 für den Kauf eines bereits bestehenden Werkes des insolventen Automobilherstellers Moskwitsch, wobei dessen Werk dann lediglich renoviert und erweitert wurde. Im Auftrag wurde der erste russische Renault, der Renault Mégane ab Mai 1999, gefolgt von Renault Clio im Spätjahr 2002 noch bei Moskwitsch hergestellt. Der Renault Mégane war ab 2004 das letzte Renault-Modell aus der Produktion des Hauses Moskwitsch.
Als erste Fahrzeuge aus der nun offiziell russischen Renault-Produktion rollten am 5. April 2005 der Renault Logan sowie der Renault Clio Tricorps vom Band. Erst 2009 folgte der Renault Sandero und 2010 dann die Modelle Renault Mégane, Renault Fluence und Renault Latitude. Für das Jahr 2012 wurde die Produktionsaufnahme des Renault Duster angekündigt, welcher den Logan ablösen wird. Dieser sollte für den russischen Markt künftig in einem Werk der AwtoWAS hergestellt werden.
Infolge des russischen Überfalls auf die Ukraine im Februar 2022 und den daraus folgenden weitreichenden Sanktionen gegen Russland beschloss Renault, sich gänzlich vom russischen Markt zurückzuziehen und übergab der Stadt Moskau das Werk für den symbolischen Preis von 1 Rubel (rd. 1 Eurocent). In der Folge wurde das nun staatseigene Werk wieder in „Moskwitsch“ umbenannt. Aktuell werden hier zwei Lizenzbauten des chinesischen Herstellers Anhui Jianghuai Automobile (JAC) gefertigt.

## Modellübersicht

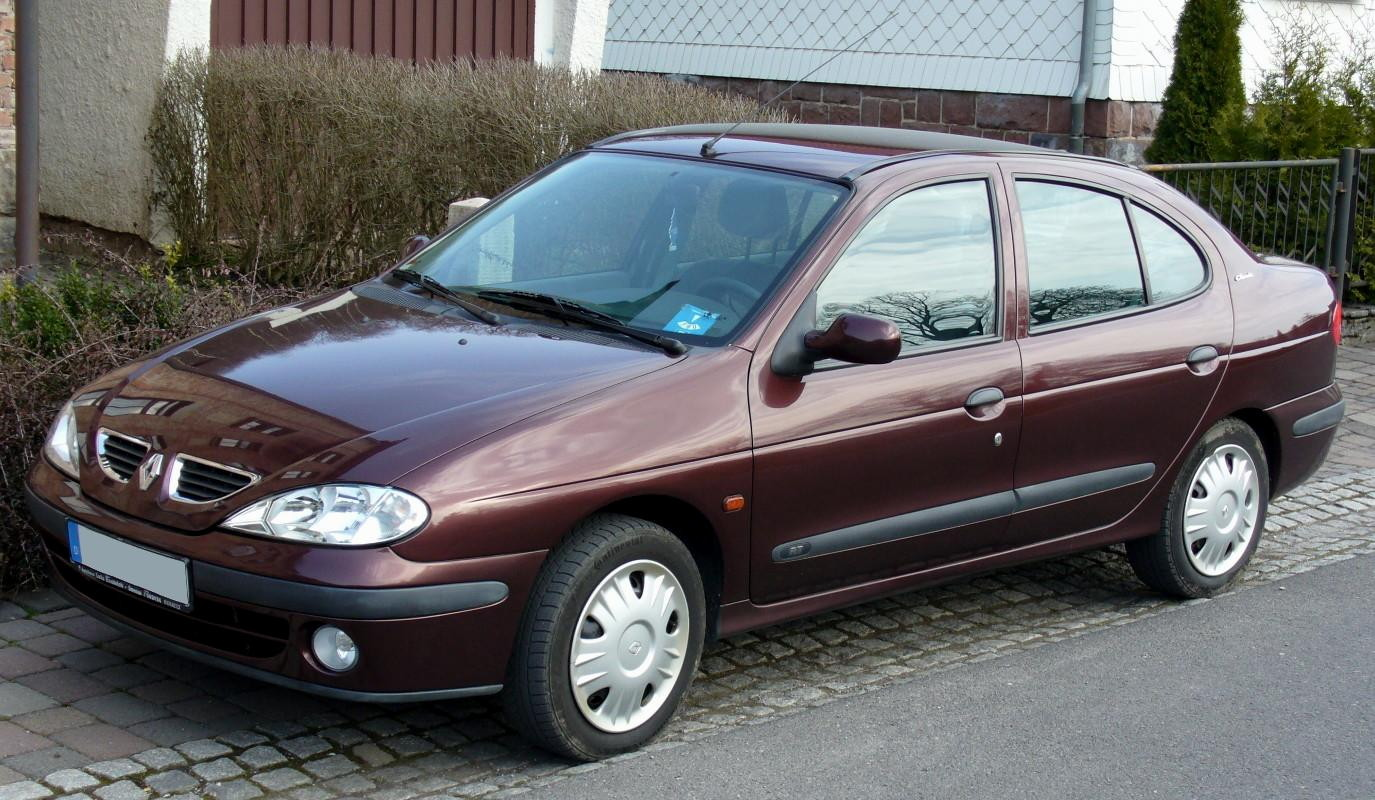
Renault Mégane 1999 bis 2004 nur Stufenhecklimousine
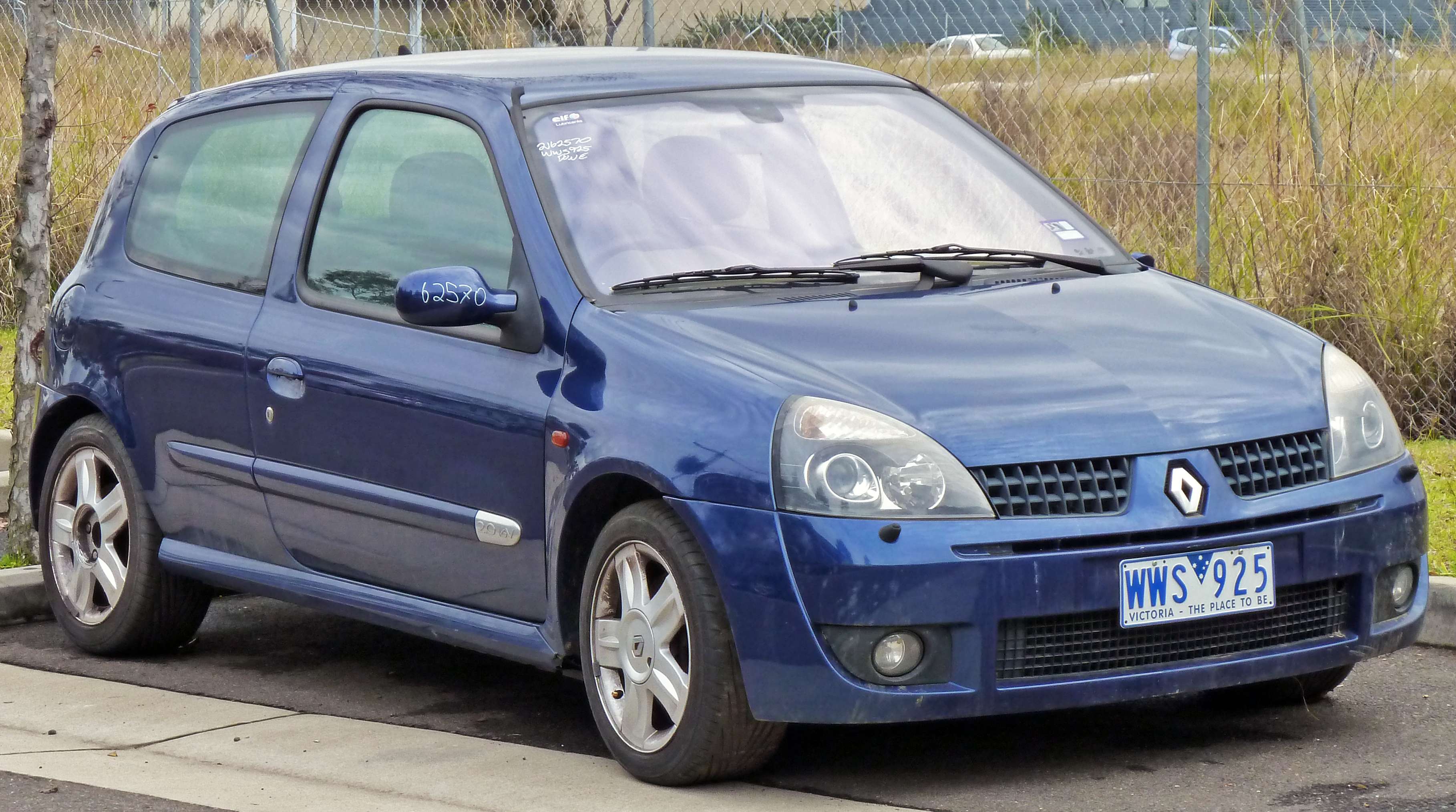
Renault Clio 2002 bis 2008 nur Dreitürer
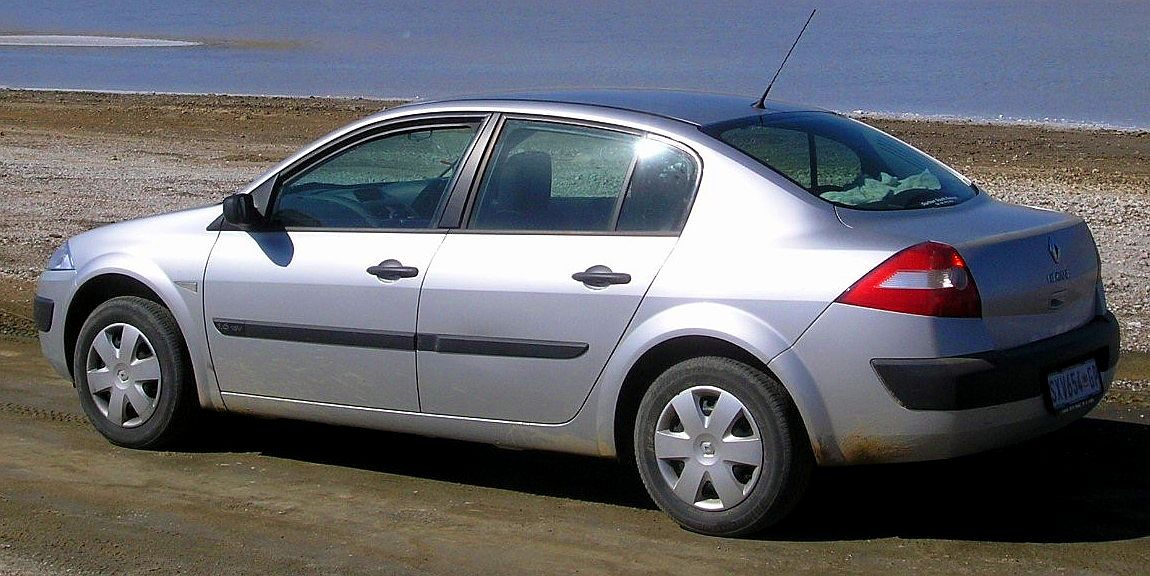
Renault Mégane 2004 bis 2010 nur Stufenhecklimousine
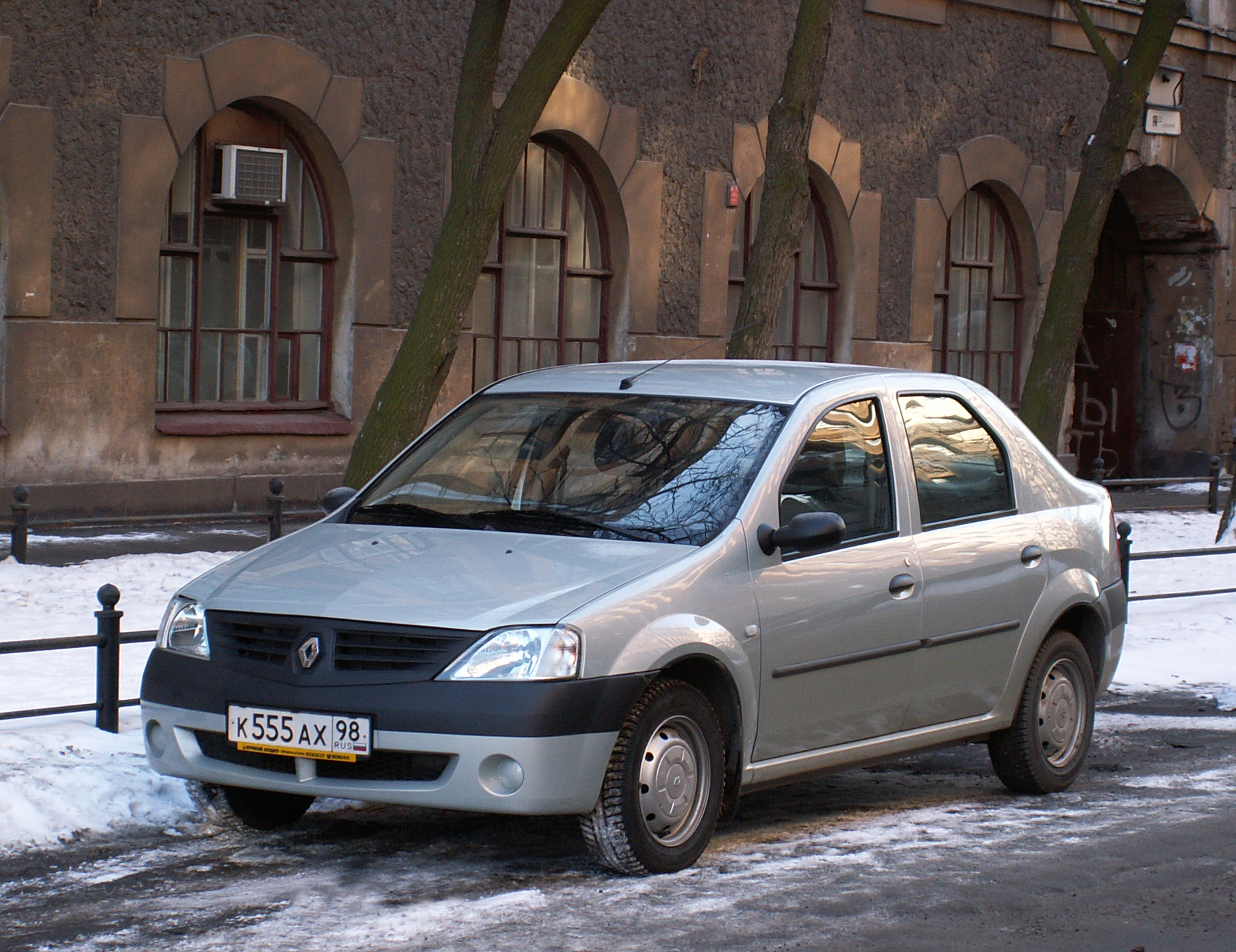
Renault Logan 2005 bis 2008
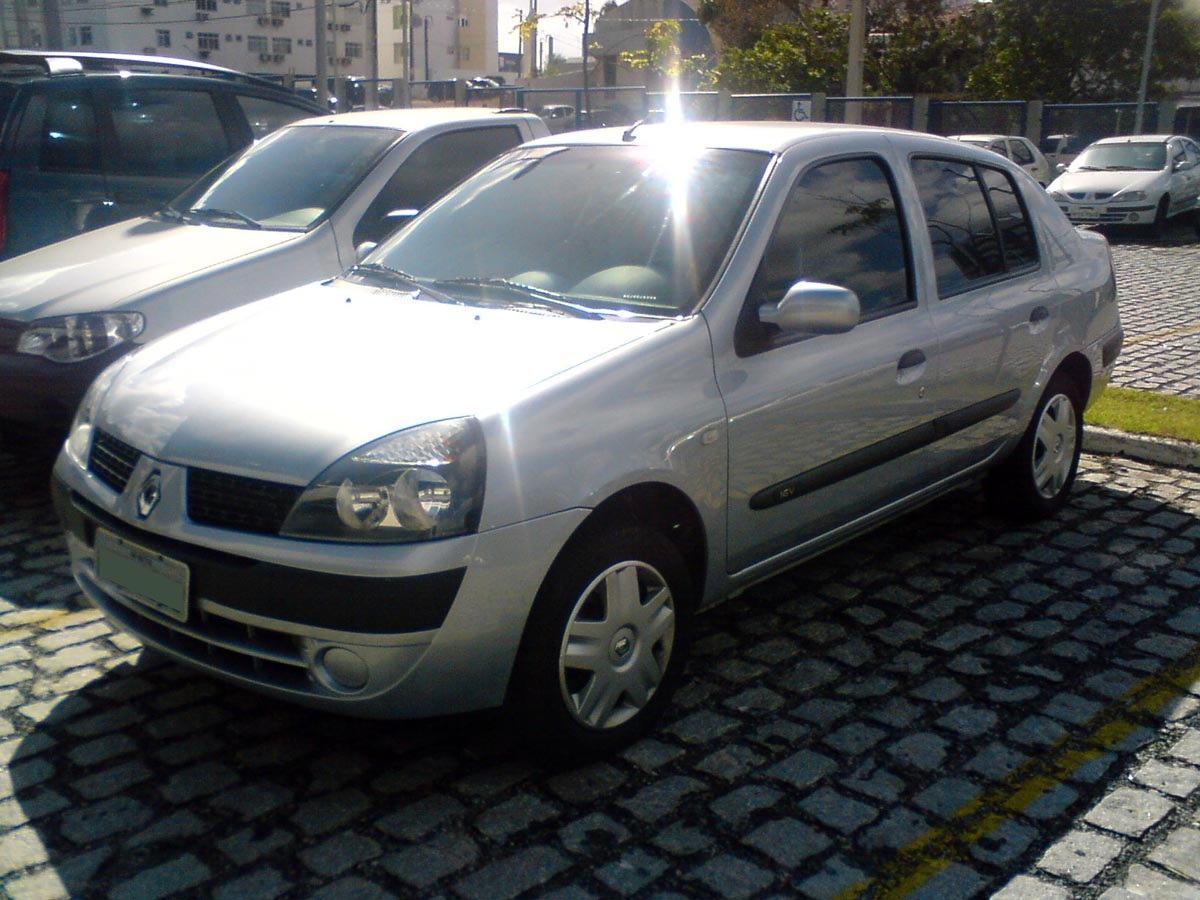
Renault Clio Tricorps 2005 bis 2010
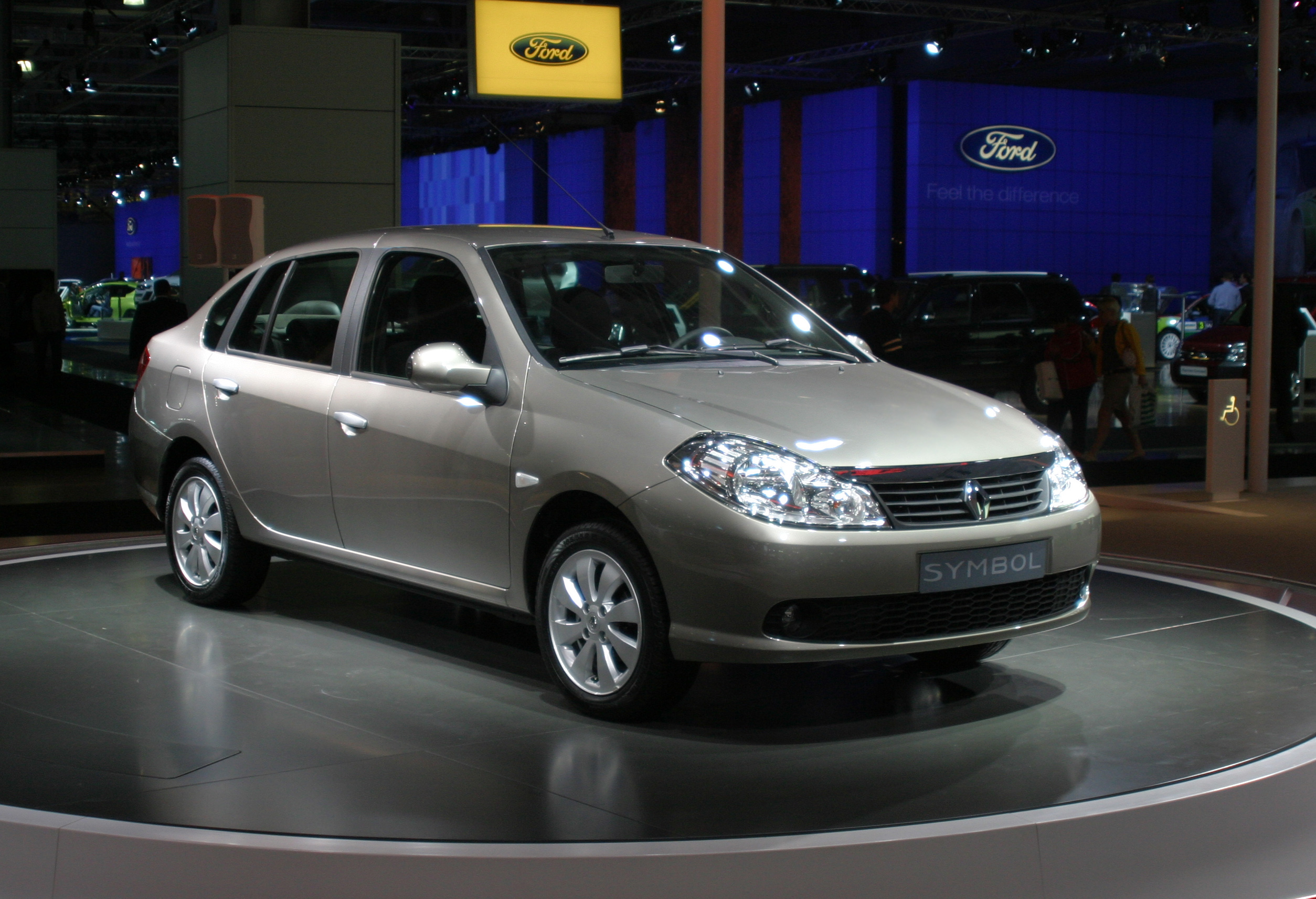
Renault Symbol seit 2010
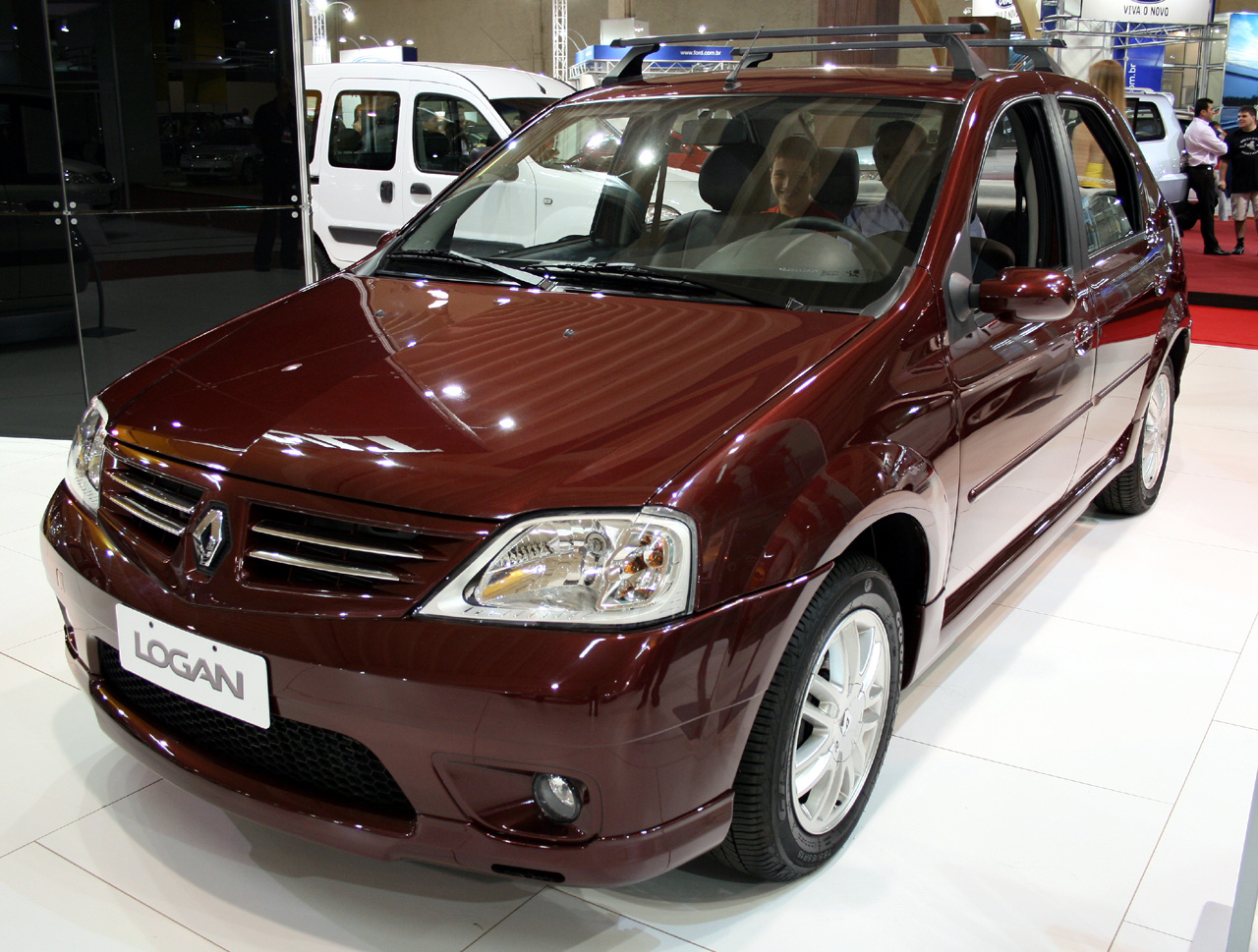
Renault Logan 2008 bis 2012
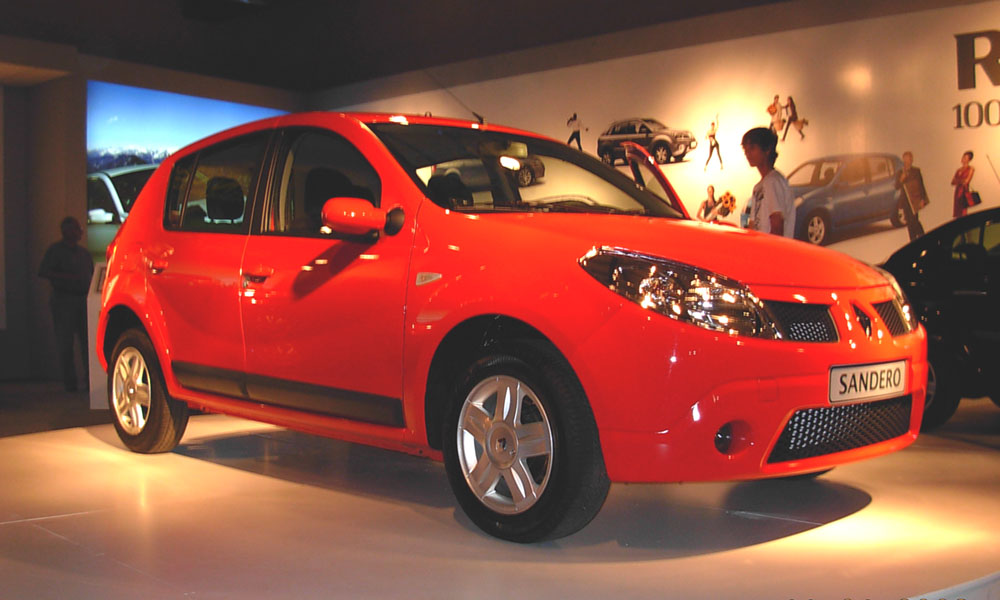
Renault Sandero seit 2009
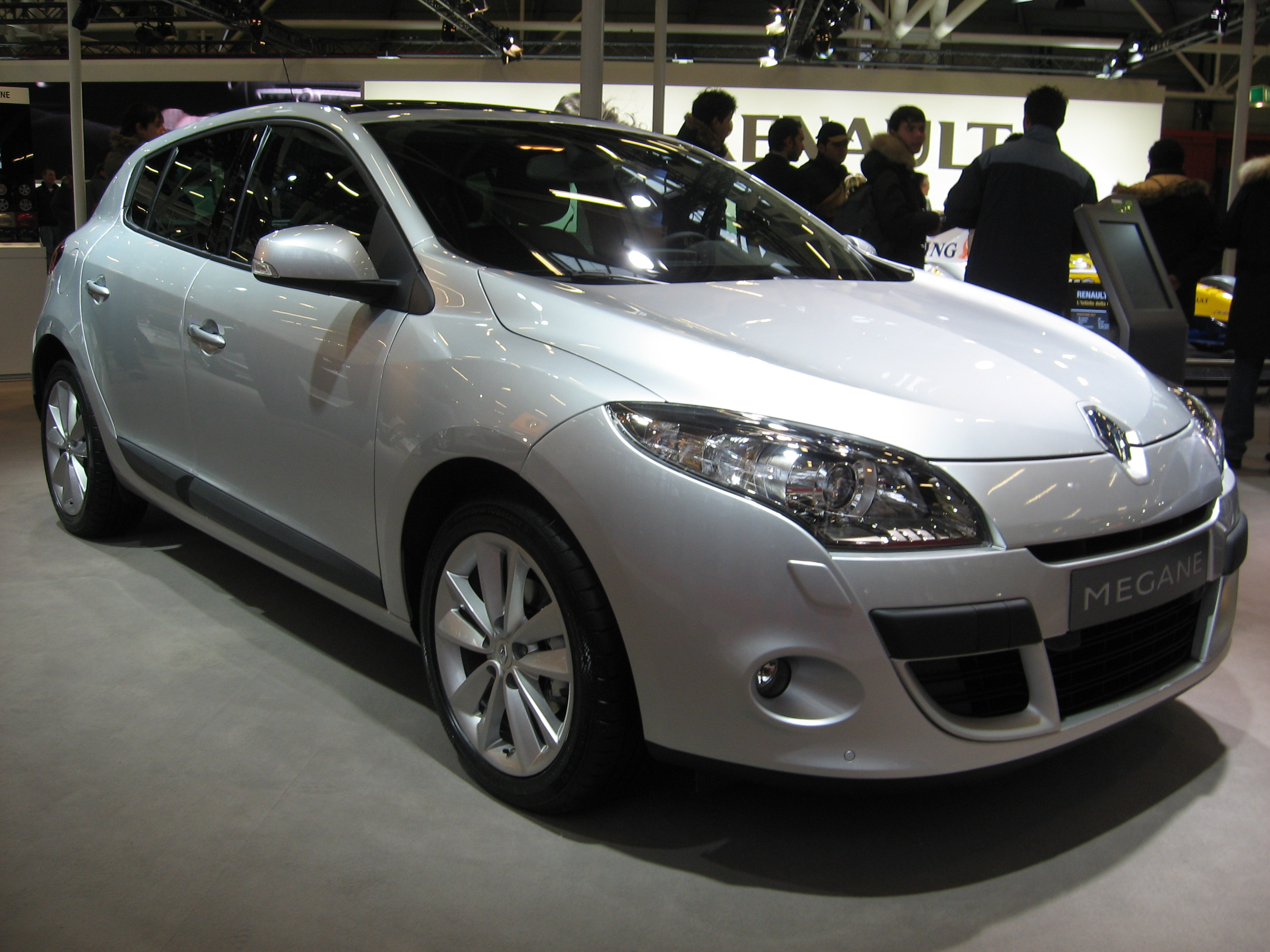
Renault Mégane Hatchback seit 2010
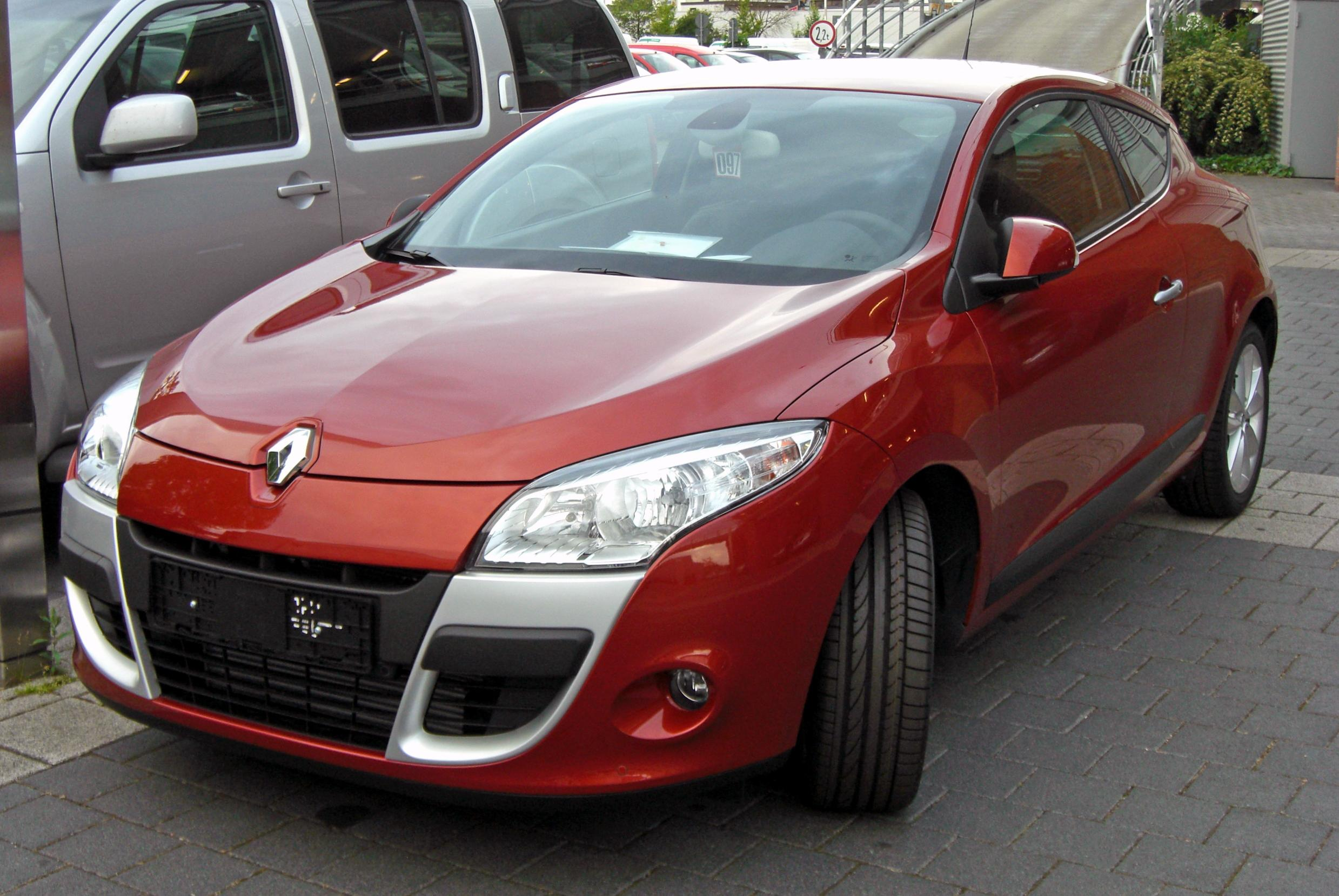
Renault Mégane Coupé seit 2010
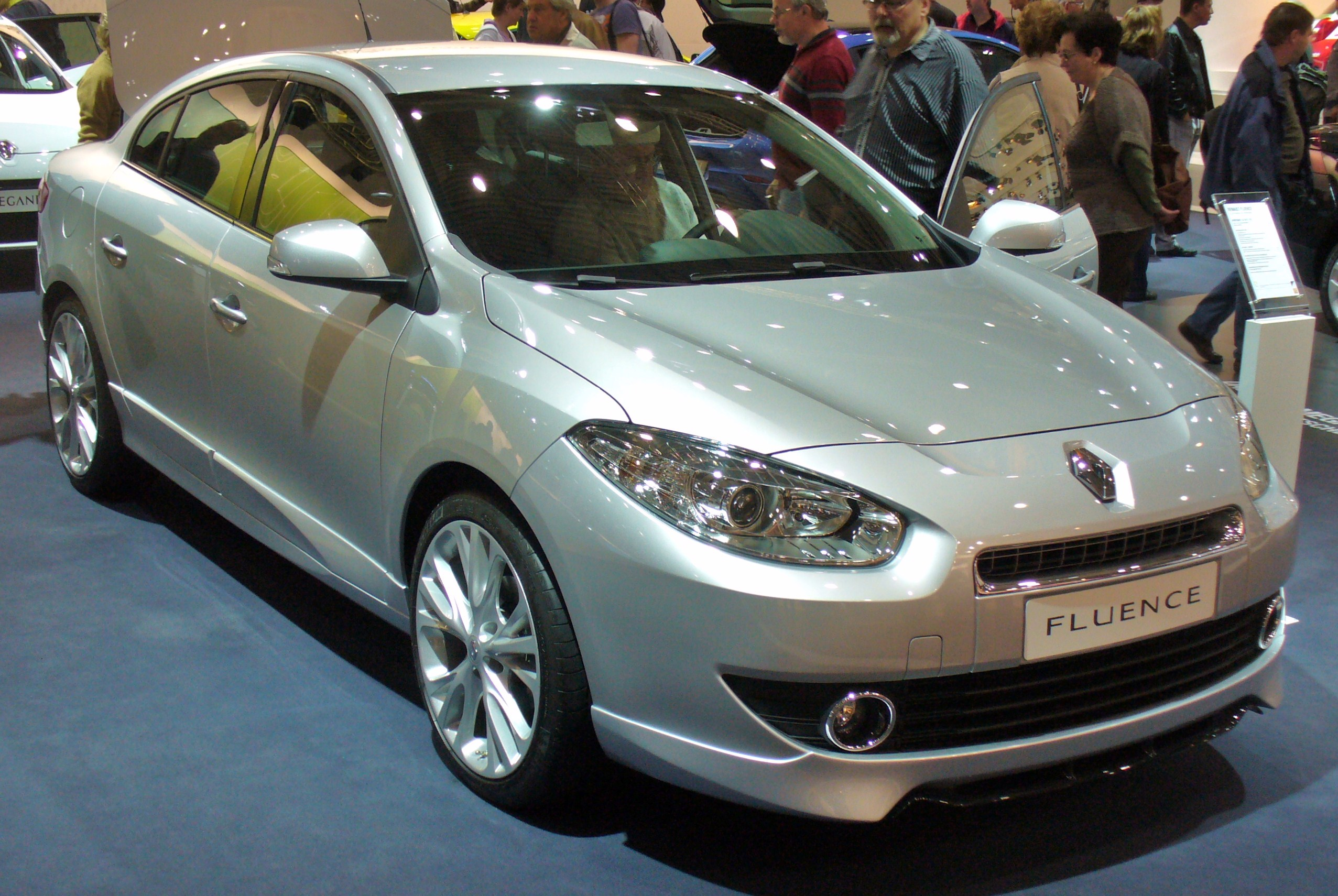
Renault Fluence seit 2010
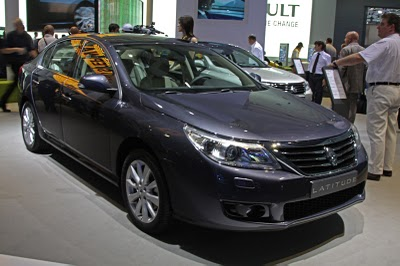
Renault Latitude seit 2010
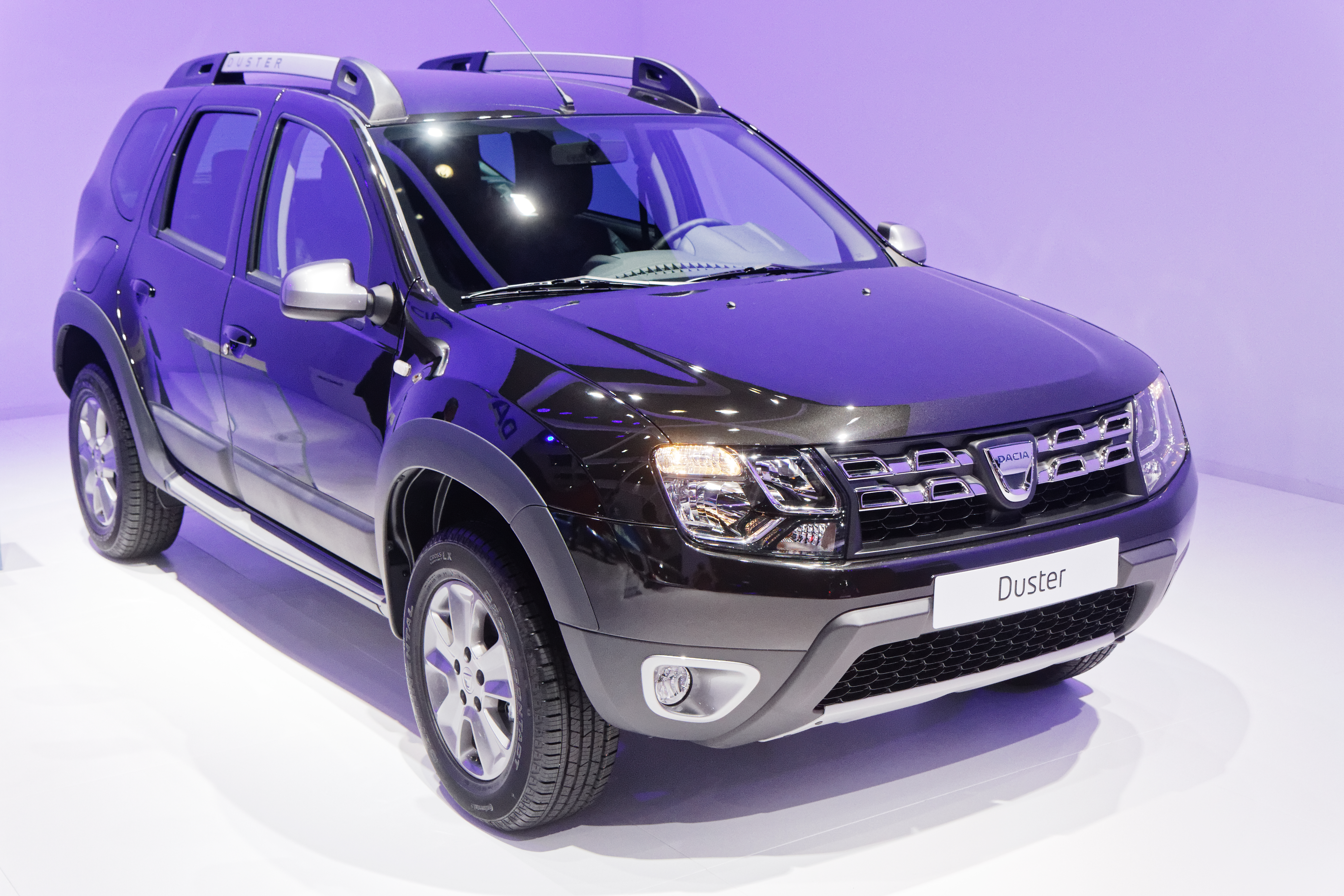
Renault Duster ab 2012
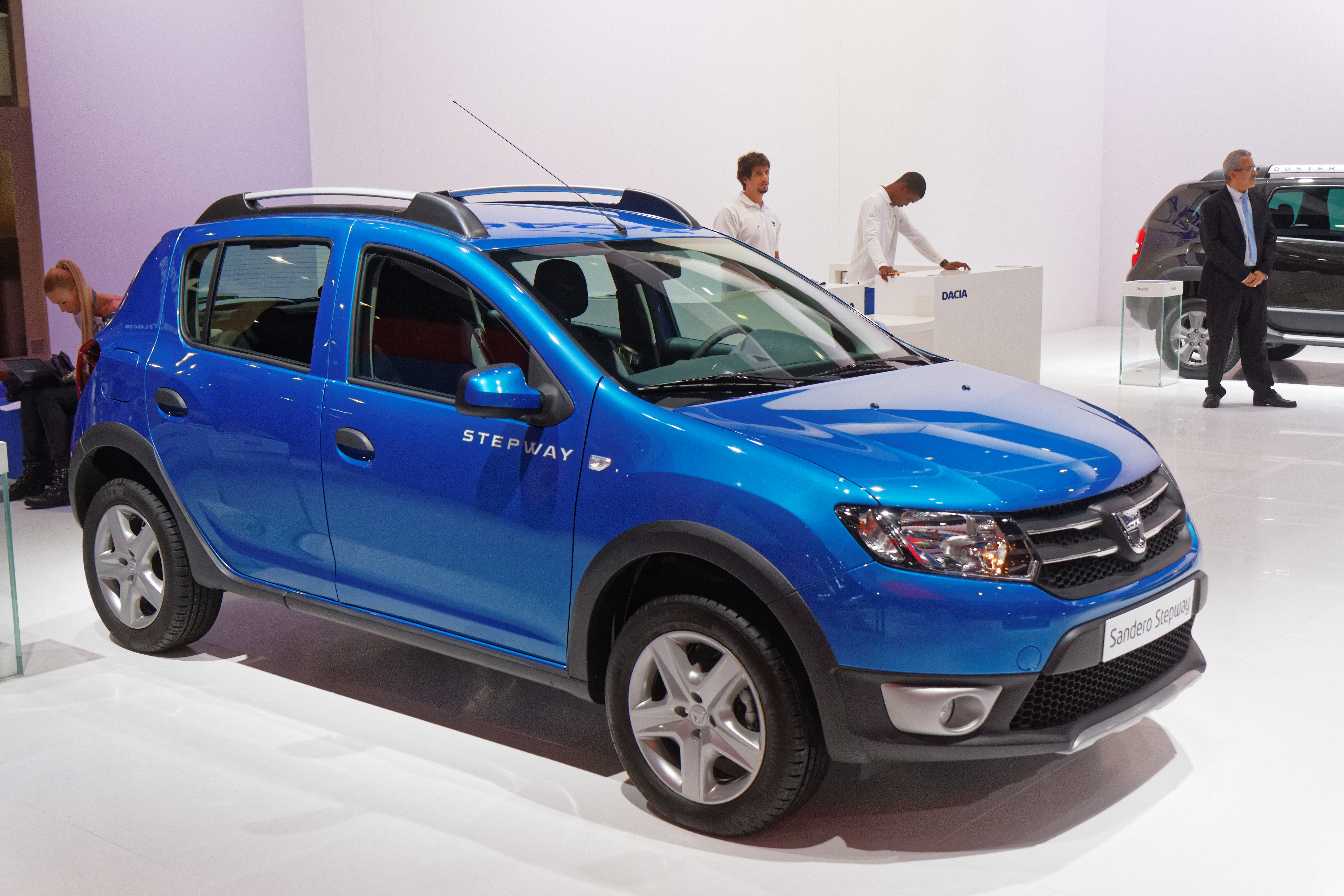
Renault Sandero ab 2014
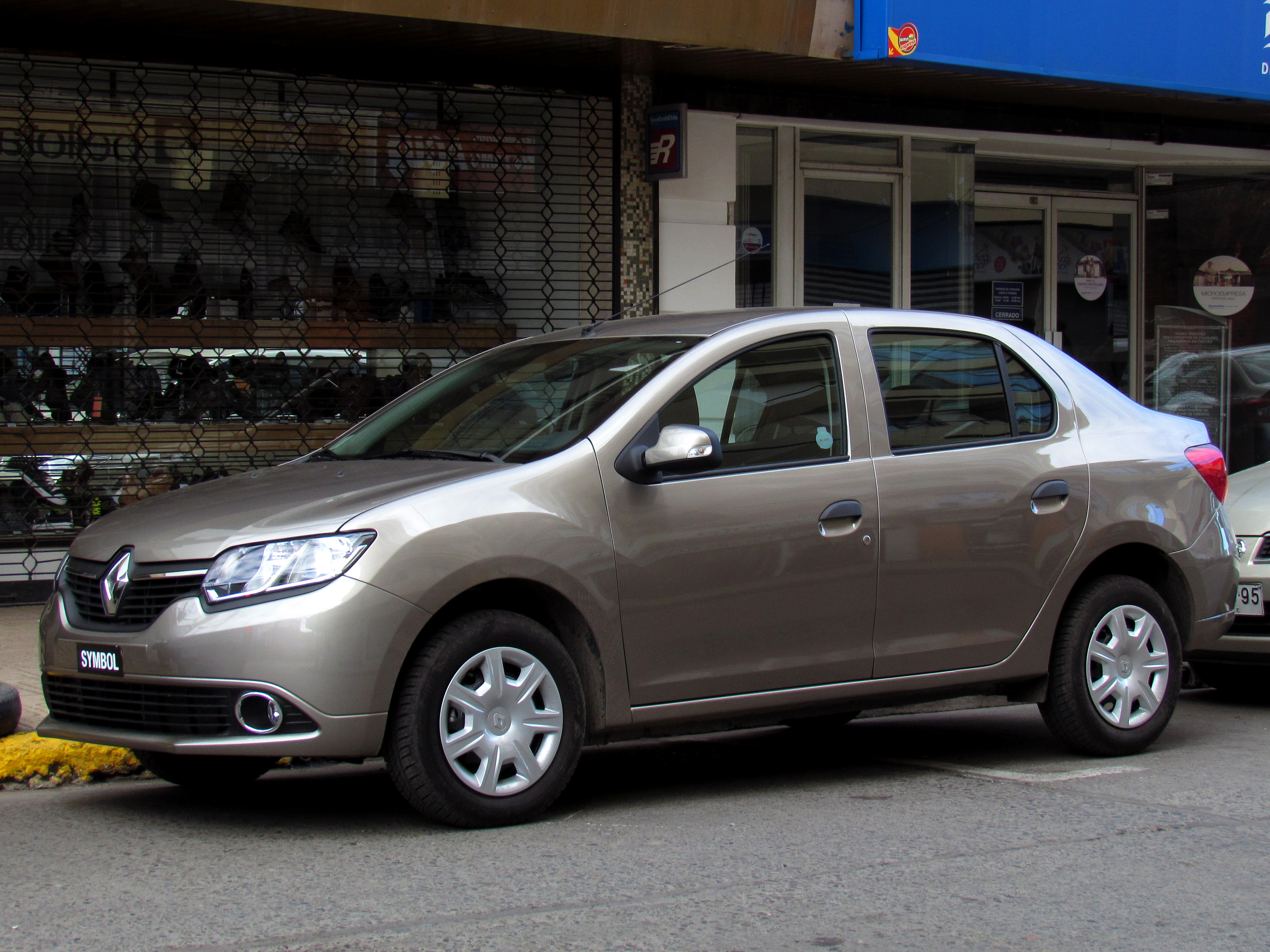
Renault Logan ab 2014